# Charles Chapelle
Charles (Charly) Chapelle (Brussel, 12 januari 1951 – Sint-Lambrechts-Woluwe, 16 oktober 2020) was een Belgische geneesheer en gewezen voetbalcoach.

## Carrière
Charles Chapelle, de zoon van een Vlaamse moeder en een Waalse vader, was in de jaren 70 en 80 als physical coach en dokter actief bij voetbalclub RSC Anderlecht. Eind jaren 90, nadat hij ook verscheidene seizoenen bij Racing Jet Wavre had gewerkt, ging Chapelle aan de slag bij RWDM. Daar werkte de physical coach nauw samen met hoofdtrainer Ariël Jacobs.
Toen White Star Woluwe zich in 2000 verzekerde van de promotie naar tweede provinciale, kreeg trainer Michel Desmecht te horen dat de club niet met hem verder wilde. Reeds in mei 2000 werd de komst van Chapelle aangekondigd. In zijn eerste seizoen als hoofdcoach loodste hij de Brusselaars meteen naar eerste provinciale. Het was het begin van een lange en succesvolle samenwerking. In 2003 werd Woluwe opnieuw kampioen en mocht de club voor het eerst naar de nationale afdelingen. Ook daar maakte het team van Chapelle furore. Al in zijn eerste seizoen in vierde klasse veroverde Woluwe de titel. Nadien groeide de club onder zijn leiding uit tot een subtopper in derde klasse.
In mei 2009 verliet Chapelle de Brusselse club voor de Griekse eersteklasser Panionios. Hij werd er de assistent van Emilio Ferrera. Na enkele maanden keerde hij terug naar Woluwe, ditmaal als technisch directeur. In september 2010 verkaste Chapelle naar Saoedi-Arabië. Daar werd hij bij Al-Hilal verantwoordelijk voor het medisch departement. Na zijn avontuur bij Al-Hilal keerde hij terug naar Woluwe, waar hij zich achter de schermen vooral bezighield met het medisch en technisch beleid van de club.
Capelle overleed op 16 oktober 2020 op 69-jarige leeftijd.